# Périodes pluviales africaines
Les périodes pluviales africaines sont des périodes climatiques aujourd'hui obsolètes qui étaient autrefois en usage chez les paléontologues travaillant en Afrique de l'Est.

## Historique
Les dépôts sédimentaires laissés par d'anciens lacs d'Afrique de l'Est avaient permis à Louis Leakey et aux paléontologues de l'après-guerre de définir de grandes périodes climatiques considérées comme humides, entrecoupées par des périodes plus sèches. De durées progressivement décroissantes, elles portaient chacune le nom du site où les premiers indices avaient été recueillis : Kaguérien (Kagera), Kamasien (Kamasian), Kanjérien (Kanjera) et Gamblien. Les paléontologues estimaient que les zones quasi arides devenaient alors des savanes arborées où pouvaient prospérer animaux et chasseurs-cueilleurs préhistoriques.

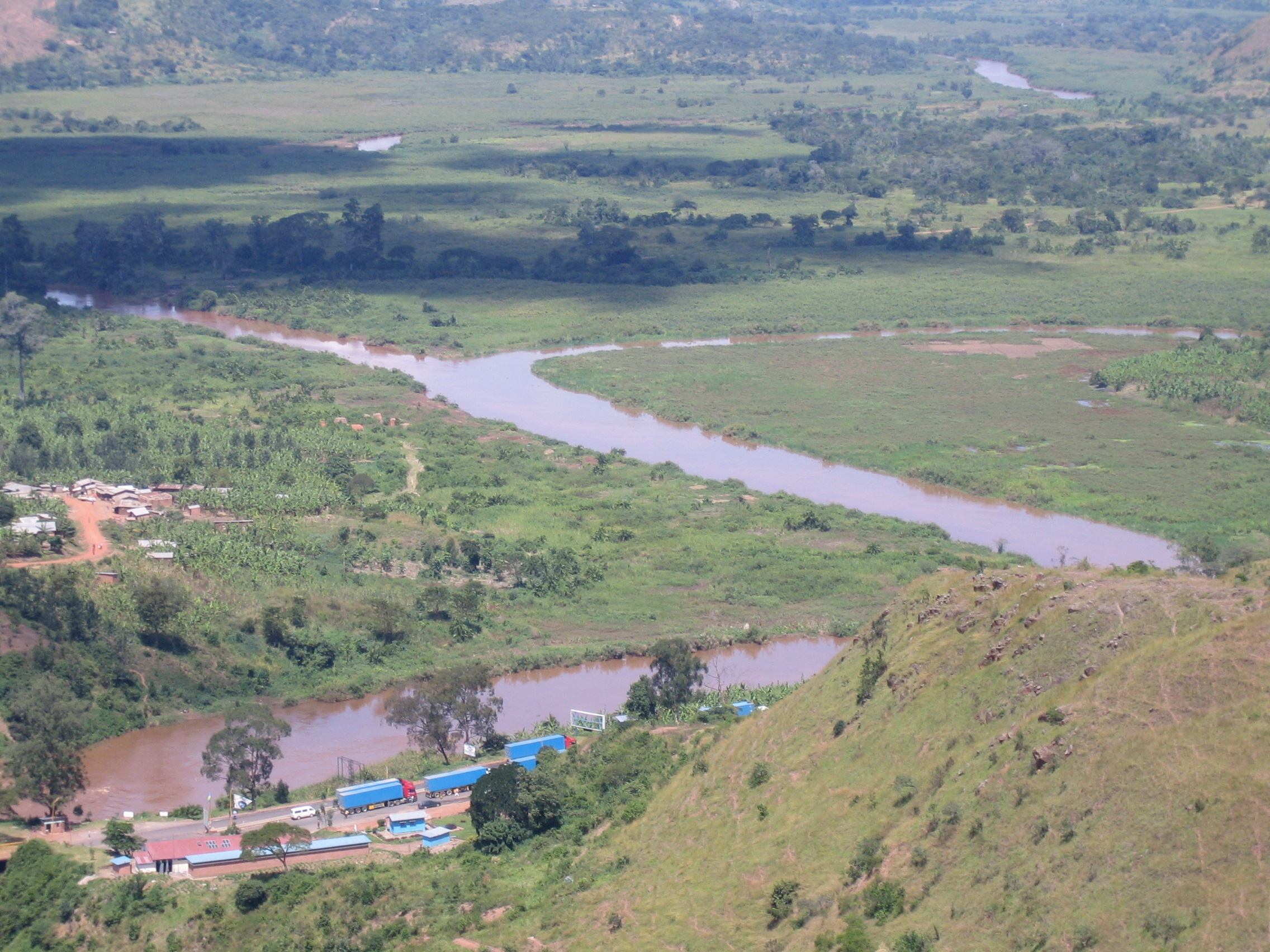
La rivière Kagera, à la frontière du Rwanda et de la Tanzanie

## Chronologie
Ces anciennes périodes climatiques n'étaient datées que très approximativement :
- Kaguérien : Calabrien (Pléistocène inférieur)[1]

Le Kaguérien tire son nom de la rivière Kagera, qui arrose le Rwanda et le nord-ouest de la Tanzanie avant de se jeter dans le lac Victoria.
- Kamasien : Pléistocène moyen ancien ou central ; le Kamasien était plus ou moins relié à la glaciation de Mindel[1].

Kamasian est un district du Kenya situé dans la vallée du Grand Rift.
- Kanjérien : Pléistocène moyen récent ; le Kanjérien était plus ou moins relié à la glaciation de Riss[1].

Kanjera est un site du Kenya situé au bord du lac Victoria.
- Gamblien : Pléistocène supérieur ; le Gamblien était plus ou moins relié à la glaciation de Würm[1].

Le terme Gamblien a été introduit par Louis Leakey dans les années 1930.

## Nouveau découpage climatique
Ces anciennes périodes climatiques ont été progressivement remplacées dans la littérature scientifique par la chronologie isotopique en vigueur depuis la fin du XXe siècle, qui définit l'alternance des périodes glaciaires et des périodes interglaciaires à une échelle mondiale. Les périodes interglaciaires sont plus chaudes et, par voie de conséquence, en moyenne plus humides que les périodes glaciaires. Ces dernières connaissent toutefois elles-mêmes des alternances de plus ou moins forte pluviosité, mais selon un rythme bien plus rapide (à l'échelle géologique) que ce qui avait été imaginé à l'origine pour l'Afrique de l'Est.